# Potentilla arenaria
Potentilla arenaria là loài thực vật có hoa trong họ Hoa hồng. Loài này được Borkh. miêu tả khoa học đầu tiên.

## Hình ảnh

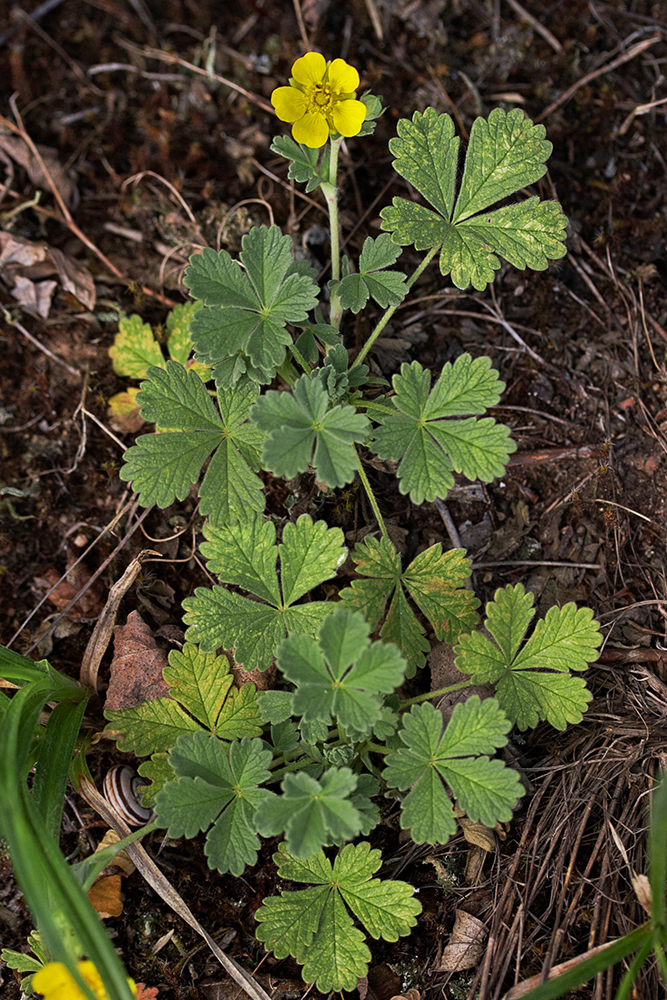
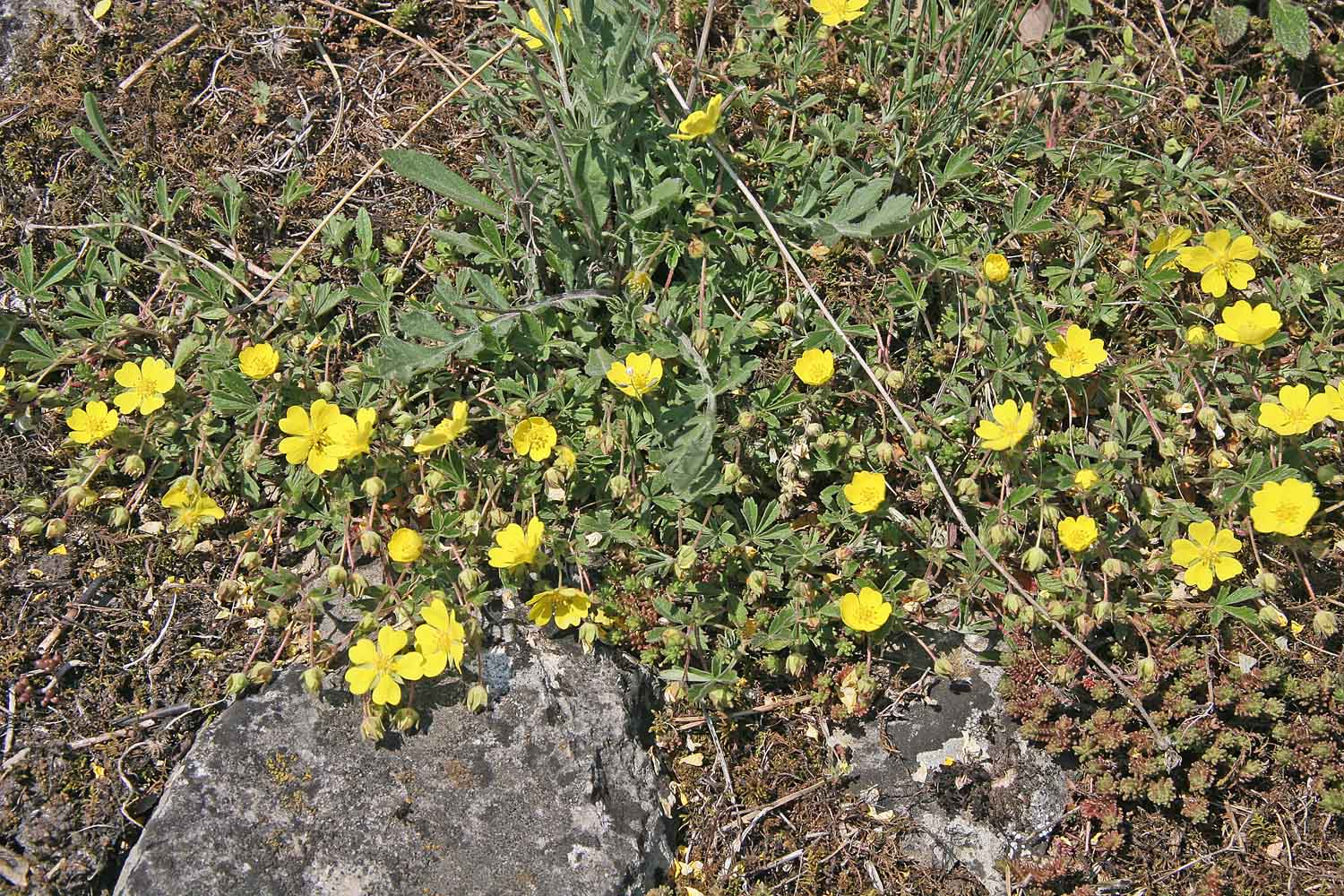
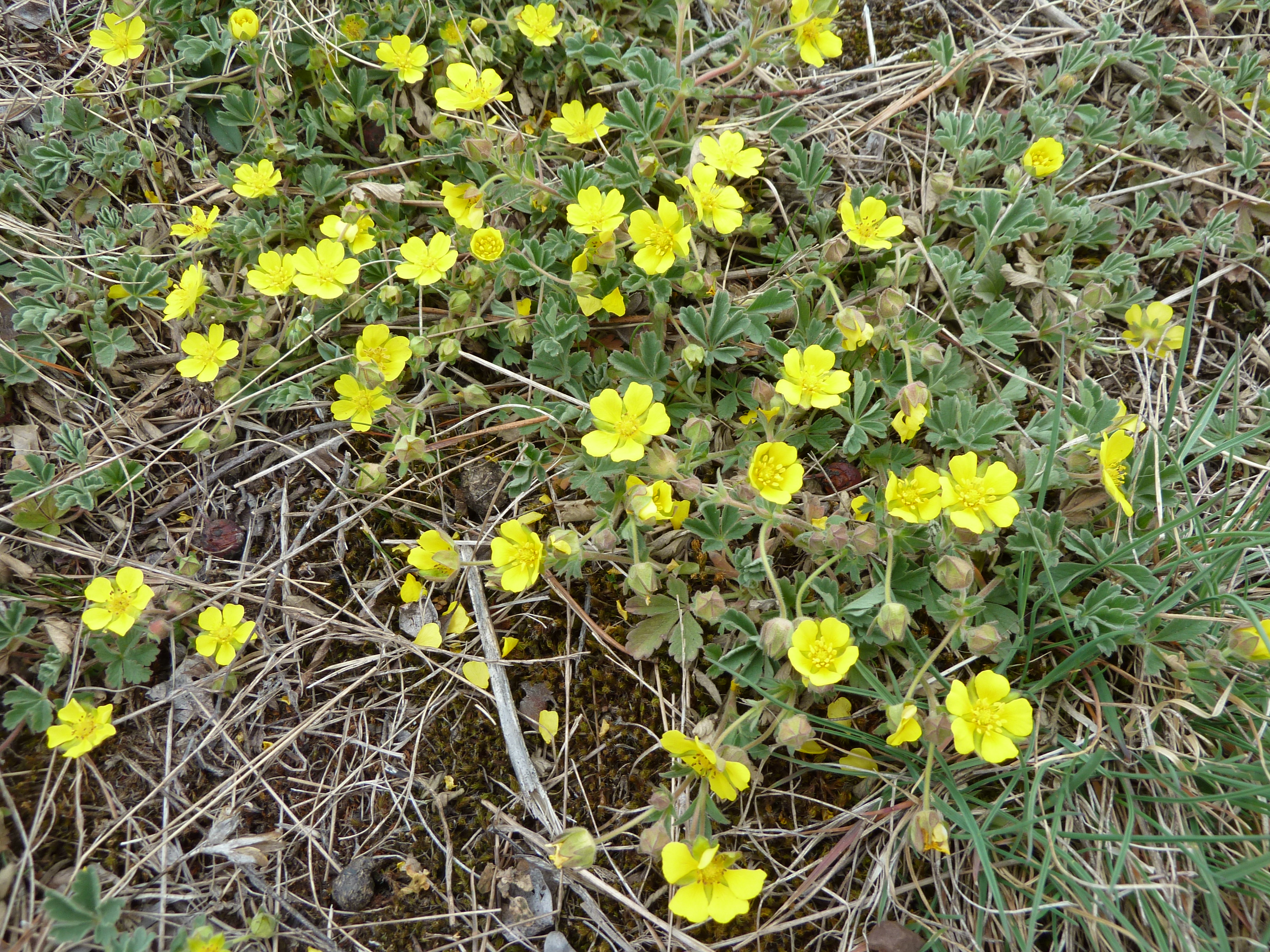
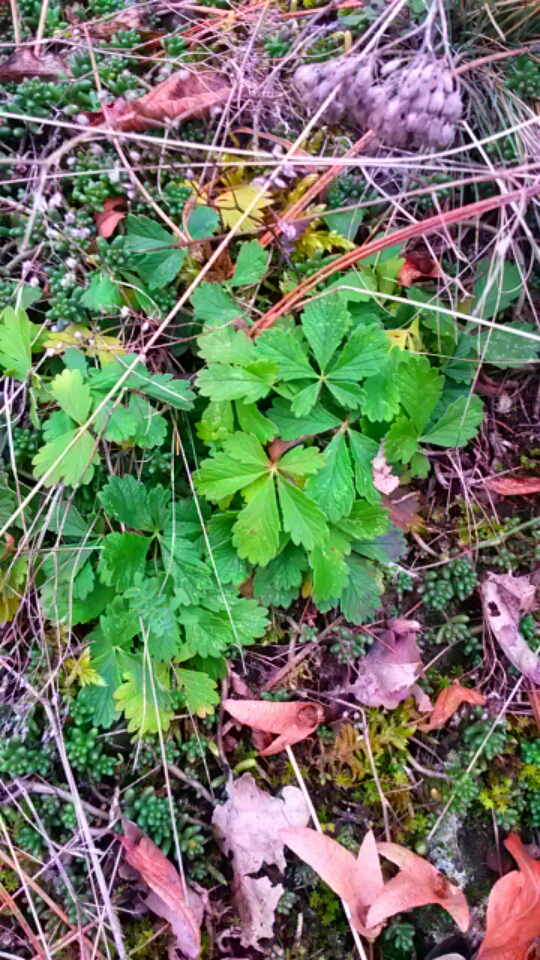